# Historische Luftfahrzeuge der portugiesischen Luftstreitkräfte
(Für noch aktive Luftfahrzeuge siehe: Ausrüstung der portugiesischen Luftstreitkräfte)
Folgende Flugzeuge waren bei den Portugiesischen Luftstreitkräften im Einsatz:

## Propellerflugzeuge
- Airspeed Oxford
- Auster D-4, D-5[1]
- Avro 626
- Avro Anson
- Beechcraft Model 18
- Bell P-39
- Bristol Beaufighter
- Boeing B-17 Flying Fortress[2]
- Bristol Blenheim IV, IV-F und V[3]
- CASA C-212 Aviocar
- Cessna 185 Skywagon[4]
- Cessna 337 Skymaster
- Reims Cessna FTB337G Milirole
- Cessna 401
- Consolidated B-24 Liberator
- Consolidated PBY Catalina (Marine)
- Curtiss P-36
- Curtiss SB2C Helldiver[5]
- De Havilland DH.82 Tiger Moth
- de Havilland Canada DHC-1 Chipmunk[6]
- Dornier Do 27
- Douglas B-26 Invader
- Douglas DC-3
- Douglas DC-4
- Douglas DC-6
- Fokker T.IV
- Fournier RF-10[7]
- Gloster Gladiator
- Grumman G-21 Goose (Marine)
- Grumman G-44 Widgeon (Marine)[8]
- Grumman HU-16 Albatross
- Hawker Fury
- Hawker Hurricane II
- Junkers Ju 52/3m
- Lockheed P-2 Neptune
- Lockheed P-38
- Lockheed Ventura
- Martinsyde F.4
- Max Holste MH.1521 Broussard
- Miles Hawk Trainer
- Miles Martinet
- Miles Master
- Morane-Saulnier MoS-133
- Morane-Saulnier MoS-230
- Morane-Saulnier MoS-233
- Nord Noratlas
- North American T-6
- Piper PA-18 Super Cub
- Piper PA-32 Cherokee Six
- Republic P-47 Thunderbolt
- SPAD S.VII
- Supermarine Spitfire IA, VB
- Westland Lysander

## Strahlflugzeuge
- Boeing 707
- Cessna T-37
- Dassault/Dornier Alpha Jet
- Dassault Falcon 20
- Dassault Falcon 50
- De Havilland DH.100 Vampire
- Fiat G.91 R/3, R/4, T/3[9]
- Hunting Jet Provost[10]
- Ling-Temco-Vought A-7 Corsair II
- Lockheed T-33
- North American F-86F Sabre[11]
- Northrop T-38 Talon
- Republic F-84G Thunderjet

## Hubschrauber
- Aérospatiale Alouette II
- Aérospatiale SA-319 Alouette III
- Aérospatiale SA 330 Puma
- Saunders-Roe Skeeter
- Sikorsky S-55/UH-19 Chickasaw[12]